# Колозими
Колозими је насеље у Италији у округу Козенца, региону Калабрија.
Према процени из 2011. у насељу је живело 438 становника. Насеље се налази на надморској висини од 869 м.

## Становништво
| 1951. | 1961. | 1971. | 1981. | 1991. | 2001. | 2011. |
| ----- | ----- | ----- | ----- | ----- | ----- | ----- |
| 2.486 | 2.228 | 1.696 | 1.519 | 1.507 | 1.416 | 1.881 |